# Théâtre municipal de Turku
Le Théâtre municipal de Turku (finnois : Turun kaupunginteatteri) est un théâtre  situé à Turku en Finlande.

## Histoire
De 1946à 1954, le théâtre fonctionne dans le bâtiment de l'actuelle coopérative agricole du sud-ouest de la Finlande conçu par Alvar Aalto. 
En 1954, à la suite de l'incendie de la scène le théâtre doit déménager vers le Palais des concerts de Turku. 
En 1962, le théâtre peut s'installer dans son bâtiment actuel conçu par Aarne Hytönen, Risto-Veikko Luukkonen et Helmer Stenros.
Il est voisin du bâtiment administratif du gouvernement.

## Architecture

### Scènes
| Nom              | Superficie | Places |
| ---------------- | ---------- | ------ |
| Scène principale | 450        | 655    |
| Sopukka          | 200        | 50-100 |
| Pikkolo          | -          | 60     |